# Liv Trotzig
Liv Trotzig, född 28 december 1917, död 12 juni 2010, var en betydande kulturpersonlighet i Dalarna. Hon blev mest känd som Dalarnas Hemslöjdskonsulent. Hon föddes och växte upp i Hedemora som dotter till Vera (född Lagerholm) och Karl Trotzig, som den yngsta i en skara av tre barn. Liv Trotzig växte upp på Trotzgården i Hedemora, vilken ritats på faderns uppdrag av arkitekten Lars Israel Wahlman. Som systerbyggnad till Trotzgården och närmsta granne ritade Wahlman Villa Trefnan till sina föräldrar. Fadern Karl Trotzig var rådman i Hedemora, aktiv inom stadens förvaltning och stadsfullmäktige och därtill föregångare inom hembygdsrörelsen i Dalarna. Han var bland annat mannen bakom uppförandet av Hedemora gammelgård. Han var också drivande inom stadsfullmäktige att staden på ett tidigt stadium skulle få elektrisk ström och ett dricksvattensystem. Redan från barndomen kom Liv Trotzig att präglas av hemslöjd och hembygdsvård, inte minst genom föräldrarnas stora intresse för och kunskaper inom dessa områden.
Trotzig utbildades på Handarbetets vänners vävskola i Stockholm, varefter följde arbete vid Glantzbergs Vävateljé, på Nordiska museet, på Sätergläntan, inom flera hemslöjdsföreningar i Dalarna och vid Dalarnas hemslöjdsförbund. 1948 anställdes hon som hemslöjdskonsulent i dåvarande Kopparbergs län. För varje decennium som gick blev hon alltmer hemslöjden i Dalarna personifierad. Denna tjänst som hemslöjdskonsulent kom hon att inneha i trettiofem år, från 1948 ända fram till sin pensionering 1983.
Genom sitt arbete delade Liv Trotzig flitigt med sig av sitt kunnande, bland annat genom att hålla mängder av kurser i vävning och växtfärgning, spånads- och halmarbeten med mera. Hon arrangerade också ett stort antal hemslöjdsutställningar, gjorde vävuppsättningar, deltog i ”ulldagar” och mässor samt höll otaliga föredrag. Hon höll även kurser i heminredning, likaså specialkurser för hemsamariter och handledare. Kursverksamheten var intensiv, särskilt under 1950- och 1960-talen, då hon höll 50-70 kurser per år med uppåt 1 700 deltagare årligen. Ett hedersamt och omfattande arbete var uppdraget att inreda de första stugorna vid den nyuppförda fjällanläggningen Idre Fjäll.
Trotzig var i all sin verksamhet noga med att betona vikten av kvalité, i materialval och arbete, ja allt. Hon propagerade flitigt för äkta Dalaslöjd, och avskydde ”fuskslöjd” som spreds över landet och utanför våra gränser. Hemslöjden var enligt henne både en ovärderlig kulturbärare och en outtömlig souvenirkälla. Hon skrev också flera böcker inom sitt ämne, bland annat Spetsar (ICA-förlaget 1957), Band (ICA-förlaget 1972 och 1982), och Dalarnas sockendräkter (Dalarnas Fornminnes- och Hemslöjdsförbunds Skriftserie 19, 1976). Dalarnas Hembygdsbok 1982; Textil Tradition, Dalarnas Fornminnes- och Hembygdsförbund, tillägnades Liv Trotzig.
Även i det egna boendet eftersträvade hon kvalité. På 1960-talet lät hon bygga sig ett vackert bostadshus i timmer i Haraldsbo i Faluns utkant. Det sålde hon vid 70 års ålder för att flytta till en lägenhet inne i Falun. Men det som satt mest avtryck hos henne under hennes långa liv är utan tvekan den egna stugan på Granbergs fäbodar utanför Leksand. Gården är uppförd 1751 och inköptes av fadern Karl Trotzig under 1922. Granberg var hennes sommarhem under 86 somrar(!) i rad. Hon lät under åren genomföra omfattande restaureringar och underhåll på gårdens alla byggnader. Allt utfördes pietetsfullt och tidstypiskt, med klassiska material och arbetsmetoder, och fortfarande är gården i mångt och mycket i originalskick. Till och med sin sista sommar, 2009, som blev hennes 87:e på Granberg, besökte hon sin stuga flera gånger. Liv Trotzig är begravd på Hedemora kyrkogård.

## Utmärkelser
Liv Trotzig fick flera utmärkelser för sina gärningar, bland annat Samfundet för Hembygdsvårds plakett i brons för "Rik gärning i Hembygdsvårdens tjänst", Svenska Hemslöjdsföreningarnas riksförbunds medalj i silver för kvinnliga insatser inom hemslöjden samt Dalarnas fornminnes- och hembygdsförbunds silvermedalj för utmärkta förtjänster för Hembygdsvården i Dalarna.